# 메르세데스-벤츠 아테고
메르세데스-벤츠 아테고(영어: Mercedes benz Atego)는 독일 다임러 트럭이 생산하는 중형 트럭이다.

## 개요
1997년에 최초로 출시되었다. 이 모델의 경우 중형 트럭이기 때문에 주로 근거리 운송을 하는 역할을 한다. 대한민국의 경우 2008년부터 출시하고 있으며 2014년에 뉴 아테고 모델이 출시된 바 있다.

## 사진

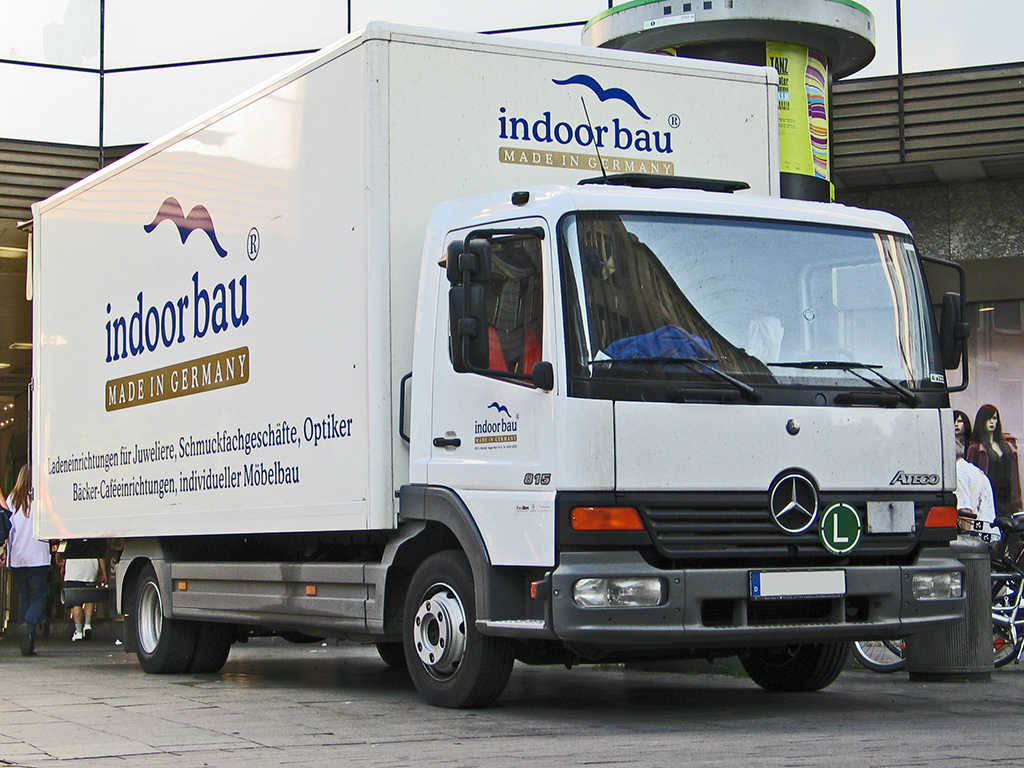
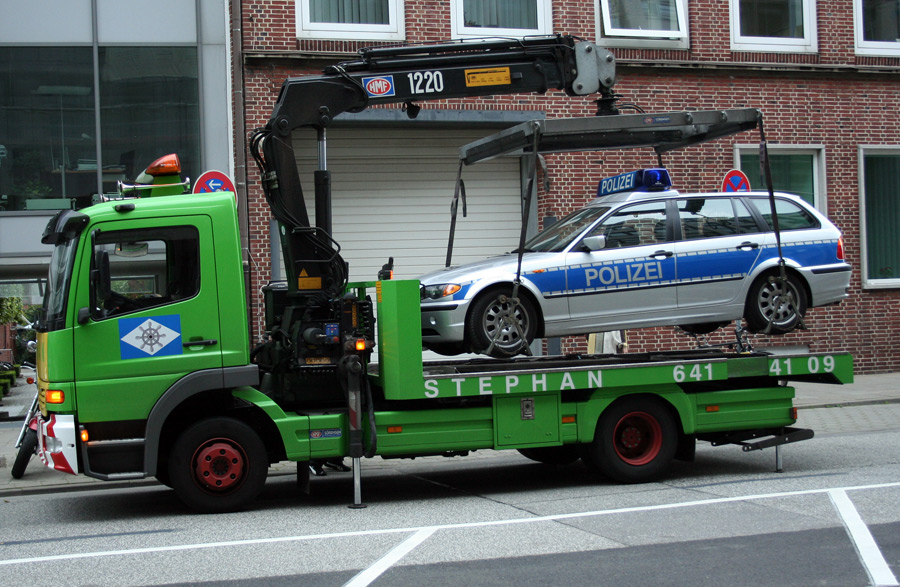
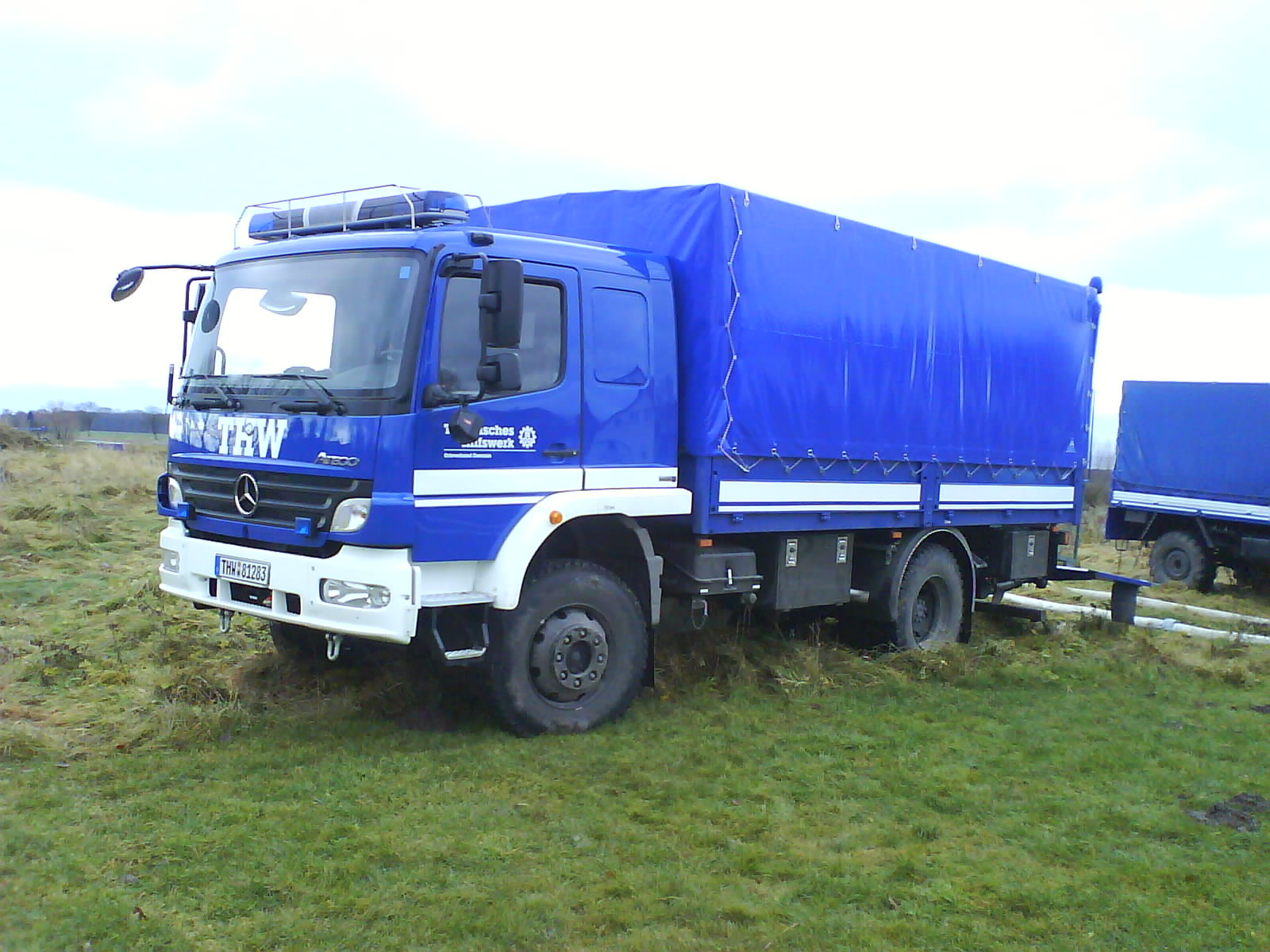
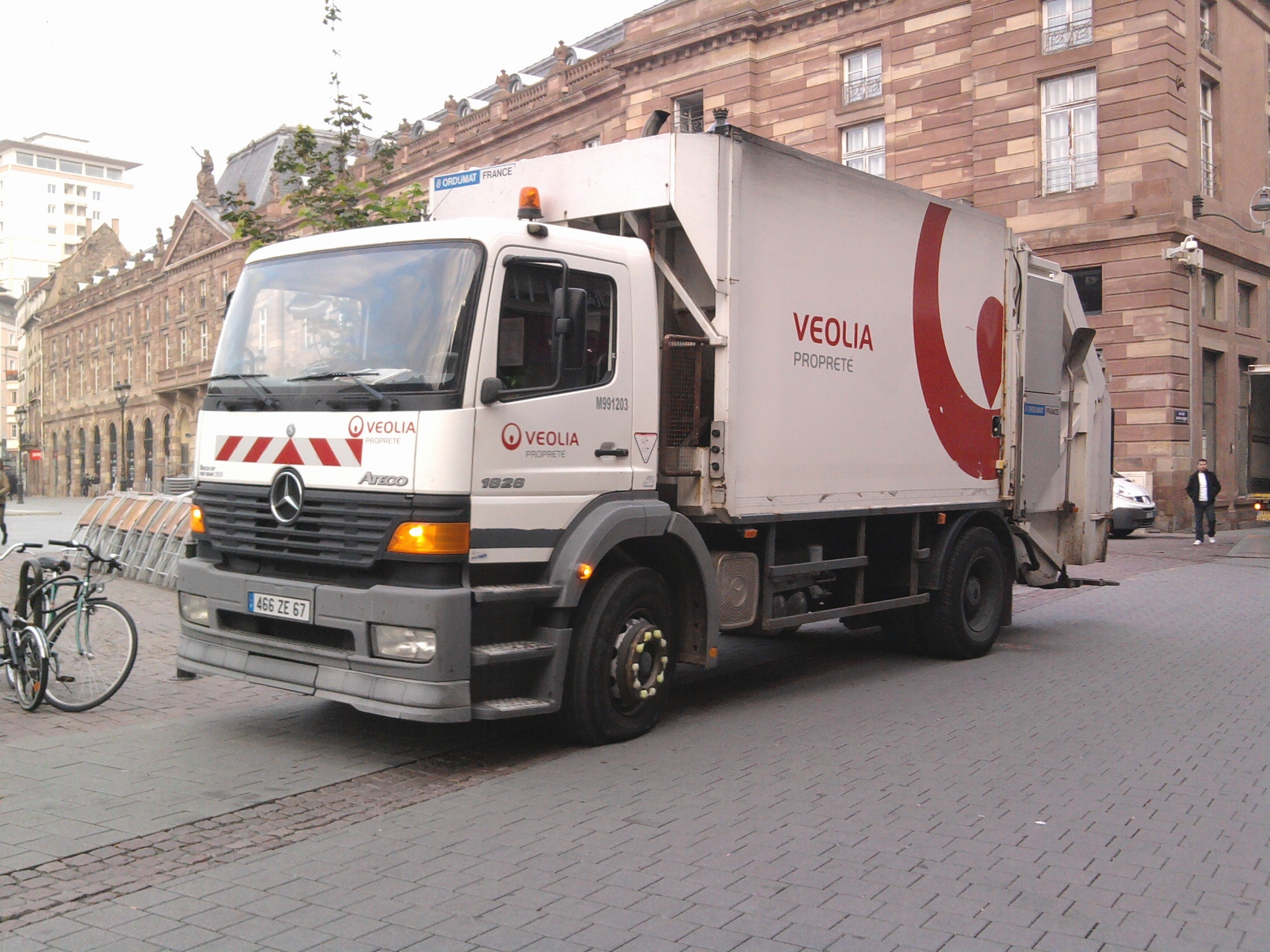
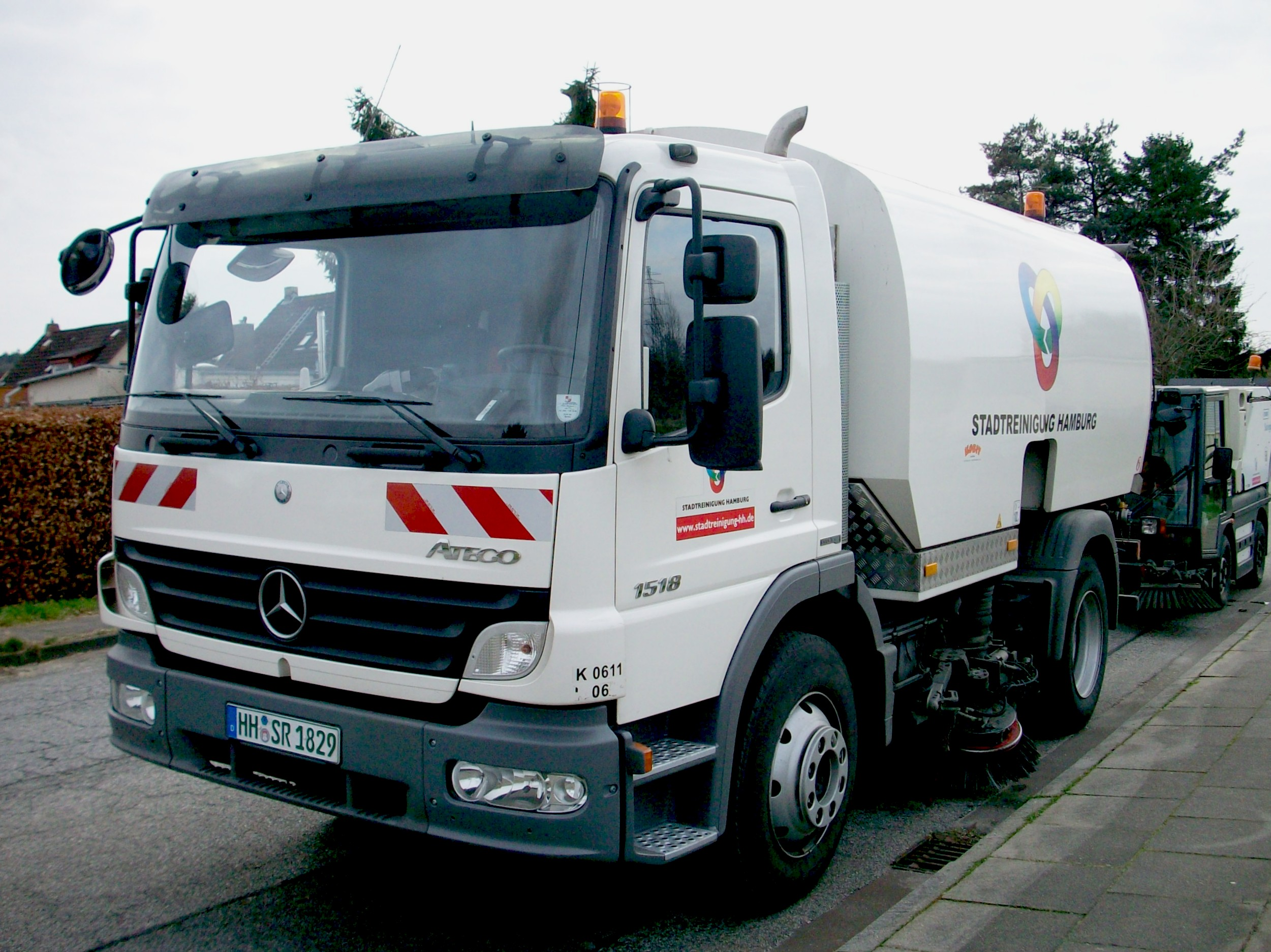
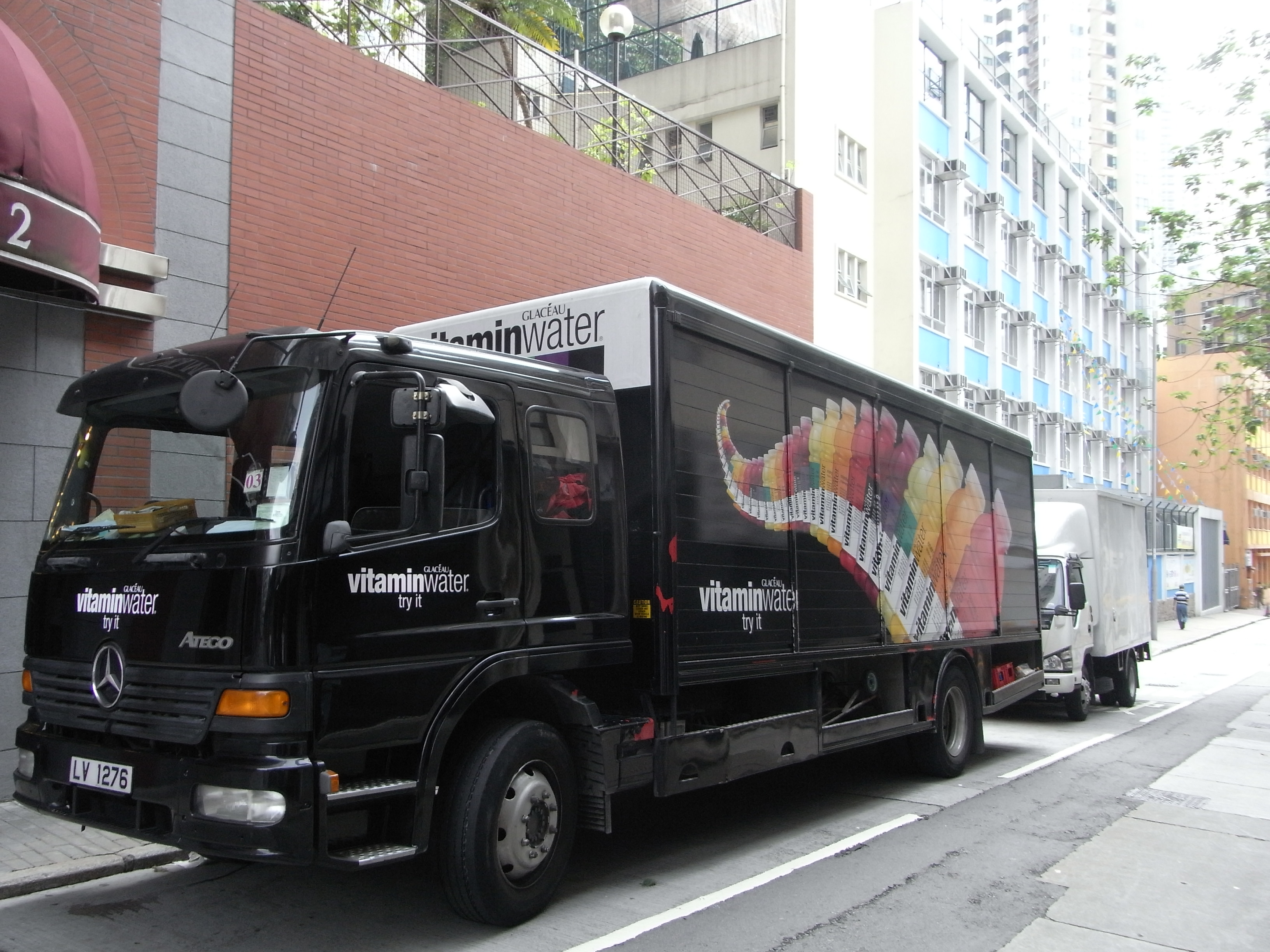
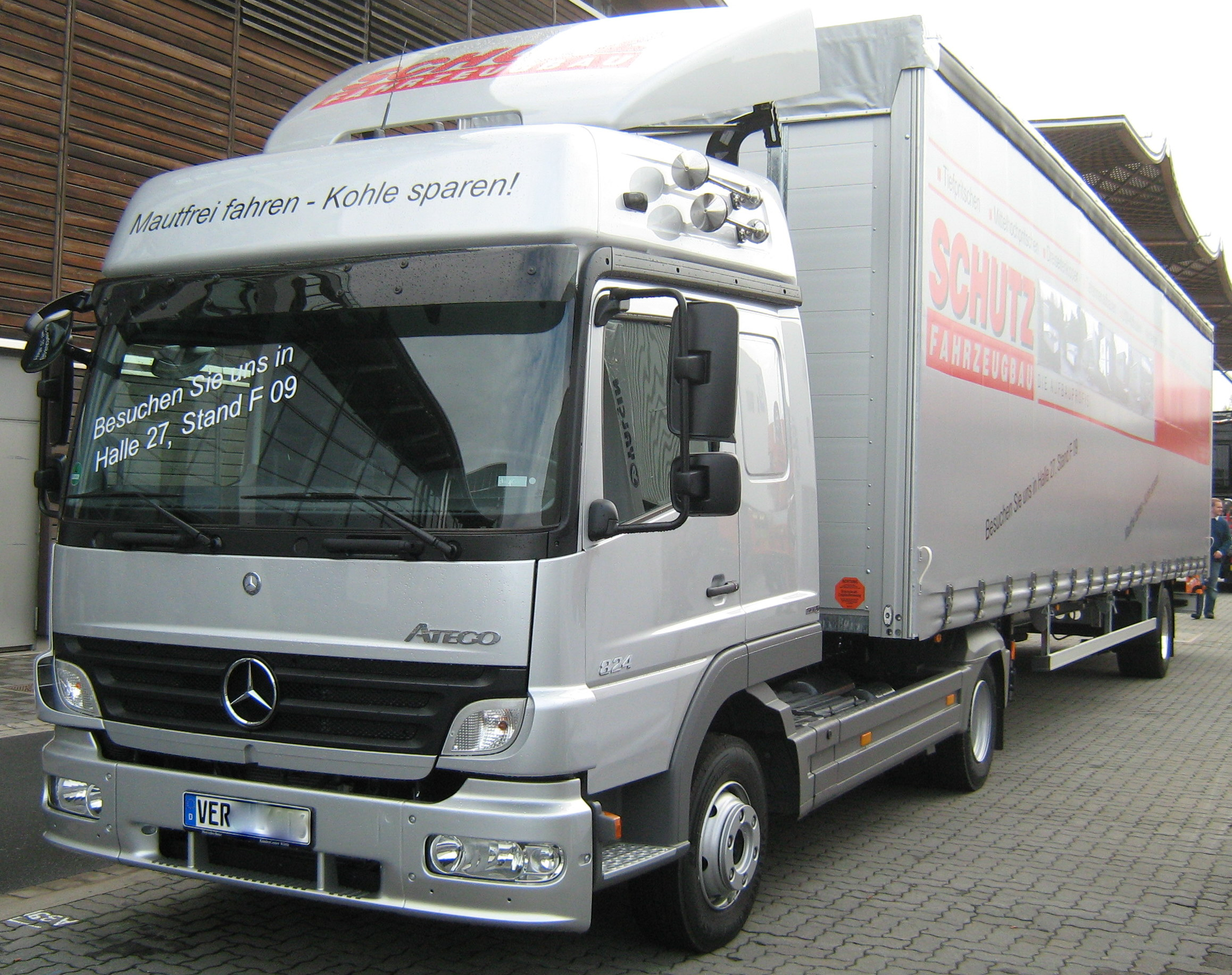

## 단점
아테고의 단점 중 한가지가 있다면 경쟁모델인 이베코 유로카고와 현대 메가트럭 일반캡처럼 오디오 위치가 루프 쪽에 있어 조작성이 불편한 단점이 있다.